# Футбольный матч СССР — ФРГ (1955)
21 августа 1955 года в Москве на стадионе «Динамо» состоялся товарищеский футбольный матч. Национальная сборная СССР принимала на своём поле команду ФРГ, игроки которой за год до этого стали чемпионами мира по футболу. Советская команда впервые в своей истории проводила матч с победителями чемпионата мира. Встреча закончилась неожиданной победой СССР со счётом 3:2.
В советской прессе тех лет Западная Германия называлась ГФР — Германская Федеральная Республика.

## Предыстория

### Планирование проведения матча
В июне 1955 года Федерация футбола СССР отправила предложение Немецкому футбольному союзу провести матч-вызов между национальными сборными СССР и ФРГ. Футбольный союз дал согласие на проведение матча. Первоначально матч был запланирован на 24 июля и должен был состояться в Москве, но после небольшого обсуждения игра была перенесена на воскресенье, 21 августа. Место проведения матча осталось неизменным. Для подготовки к игре начало первенства ФРГ было перенесено на две недели.

### Политический фон
Дипломатические отношения между СССР и ФРГ к августу 1955 года ещё не были установлены (это случилось только 13 сентября), что придавало игре политическую подоплёку. К тому же 9 мая 1955 года, в 10-летнюю годовщину окончания Второй мировой войны в Европе, ФРГ вступила в военный альянс НАТО, в ответ на что спустя пять дней Советский Союз объявил о создании военного блока Варшавского договора.
Напряжения добавлял и тот факт, что граждане Советского Союза как минимум с презрением относились к немецким гражданам, вспоминая Великую Отечественную войну и многочисленные военные преступления немецких солдат против мирного населения. Так, писатель Илья Эренбург отождествлял немецкого человека в первую очередь с нацистским преступником и оккупантом, что привело к появлению подобного мнения и у некоторых советских граждан в послевоенное десятилетие. Игра проходила в год 10-летия победы в Великой Отечественной войне, что приводило некоторых людей в замешательство.
16 августа в Москву прибыли первые немецкие туристы численностью 350 человек. По воспоминаниям жителей Москвы, в день встречи с немецкими туристами фактически произошло примирение между немцами и русскими. Всего же Москву посетили 1500 немецких граждан, в числе которых было несколько сотен немцев из Германской Демократической Республики.

### Подготовка сборной ФРГ
После первенства мира сборная команда ФРГ провела шесть товарищеских встреч со сборными командами Бельгии, Франции, Англии, Португалии, Италии и Ирландии, и все эти игры были проведены в ослабленном составе, так как восемь новоиспечённых чемпионов мира вскоре заболели желтухой. Ходят слухи, что эти восемь игроков использовали допинг, который по спортивным законам ещё не был запрещён, что и привело к заболеванию желтухой.
Тренер сборной ФРГ Зепп Хербергер сразу же после заключения соглашения о проведении товарищеской игры в Москве объявил о проведении тренировочного сбора команды ФРГ. В Грюнвальде (около Мюнхена) был проведён двадцатидневный сбор, на котором присутствовали игроки сборной ФРГ и тренерский штаб. Немцы просматривали видеозапись матча сборных Швеции и СССР, в котором победу одержала советская команда с счётом 6:0. В рамках тренировочного сбора команда ФРГ провела матчи против разных клубов, в числе которых были матчи с мюнхенскими клубами «Мюнхен 1860» (победа ФРГ 2:1) и «Бавария» (победа ФРГ 16:0). Также в начале августа прошёл матч между командами Южной и Северной Германии.
18 августа немцы прибыли в Москву, отправив в составе делегации 15 игроков. В основном составе на матч вышли:
1. Фриц Херкенрат («Рот-Вайсс» Эссен)
2. Эрих Юсковяк («Фортуна» Дюссельдорф)
3. Йозеф Позипаль («Гамбург»)
4. Хорст Эккель («Кайзерслаутерн»)
5. Вернер Либрих («Кайзерслаутерн»)
6. Герхард Харперс («Золингер»)
7. Хельмут Ран («Рот-Вайсс» Эссен)
8. Фриц Вальтер («Кайзерслаутерн», капитан)
9. Макс Морлок («Нюрнберг»)
10. Йозеф Рёриг («Кёльн»)
11. Ханс Шефер («Кёльн»)

В резерве остались Хайнц Кубш («Пирмасенс»), Эрих Реттер («Штутгарт»), Вилли Шрёдер («Нюрнберг») и Карл Май («Гройтер» Фюрт), который на предматчевой тренировке получил травму. Ту тренировку немцы провели 19 августа в 10 часов в полном составе на стадионе «Динамо». Тренировка длилась один час, в её содержание тренировки вошли «квадрат» (3x1) в одно касание, двусторонняя игра (по 7 человек в команде), удары по воротам и тренировка средних и длинных передач. Перед игрой немцы отказались от любых культурных развлечений и пересмотрели меню питания.

### Подготовка сборной СССР
Тренер сборной СССР Гавриил Качалин вызвал на матч следующих игроков и дал им следующие индивидуальные задания:
1. Лев Яшин: руководить обороной и играть в штрафной площади, организовывать атаки выбросом мяча рукой. Следить за Фрицем Вальтером и готовиться к его ударам.
2. Анатолий Порхунов: не допускать выхода Вальтера за спину и в центр, руководить Анатолием Маслёнкиным и не играть с использованием обводки. Организовывать атаки через Бориса Татушина навесами за спину Йозефа Посипаля.
3. Анатолий Башашкин: руководить игроками обороны, не выдвигаться часто вперёд и не делать коротких передач вблизи противника. Внимательно играть в зоне.
4. Михаил Огоньков: закрыть Хельмута Рана во время атаки правого фланга, контролировать позицию. Действовать смело в отборе и перехватах мяча, руководить партнёрами в зоне Игоря Нетто, когда тот идёт в атаку. Адресовать мячи Игорю Нетто, Анатолию Ильину, Сергею Сальникову и иногда Николаю Паршину, но не идти прямо на немецких защитников.
5. Анатолий Маслёнкин: не давать Фрицу Вальтеру пасовать на Йозефа Рёрига; если Вальтер не будет маневрировать, при атаке справа быть ближе к зоне Башашкина и в крайнем случае выполнять его функции. Играть в плане: оборона, подыгрыш, овладение серединой поля; в случае необходимости подключаться к атаке и отдавать пасы Борису Татушину и Анатолию Исаеву.
6. Игорь Нетто (капитан): первые 10 минут играть строго в обороне и следить за Фрицем Вальтером, после завершения стартового натиска начать подключаться в атаку, а в случае, когда Анатолий Исаев выполняет оборонительные функции, завершать атаку точным ударом. Также требуется руководить корректно партнёрами в ходе матча и пробивать 11-метровый удар, заменяя Сергея Сальникова.
7. Борис Татушин: делать всё быстро; в частности, открываться на свободное место с использованием ложных манёвров, а также помогать Анатолию Исаеву в игре, отвлекая на себя Йозефа Позипаля. Бить по воротам немцев в любой момент для удара, а после манёвра по фронту восстанавливать связь в звене.
8. Анатолий Исаев: выводить в центр Бориса Татушина, использовать в меру обводки и ложные манёвры, создавая численное превосходство на своем участке поля. Чаще проверять своё положение на поле и своевременно занимать исходную позицию для контратаки и завершающих ударов.
9. Николай Паршин: больше играть в атаке и обязательно наносить решающий удар, на фланги не отходить, давить на оборону немцев. Если Анатолий Исаев маневрирует на фланге, отходить вправо назад.
10. Анатолий Ильин: контролировать свою позицию и проявлять инициативу в ходе матча, использовать свою скорость для перемещения в свободную зону, прорываться к воротам и бить по ним со всех возможных точек. Своевременно замыкать атаку с правого фланга, в случае атаки Игоря Нетто и Сергея Сальникова отходить в зону полузащиты.
11. Сергей Сальников: активно играть в направлении немецких ворот, но идти в чужие зоны только для отвлечения Хорста Эккеля или в случае отсутствия их защиты, а в атаке с правого фланга комбинировать свой выход с Анатолием Ильиным. В случае атаки Игоря Нетто отходить в оборону.

Перед игрой Качалин также дал задание игрокам играть в высоком темпе весь матч и, если будет шанс, забить как можно быстрее первый гол.

## Матч

### Перед игрой
На матче присутствовало 70 тысяч человек, хотя билетов было продано всего 54 тысячи. Матч обслуживал англичанин Уильям Линг. Перед игрой советские футболисты торжественно вручили немецким футболистам букеты цветов. Перед матчем оркестром были исполнены гимны СССР и Немецкого футбольного союза. Были подняты также советский и немецкий флаги.
Руководство ФИФА официально отправило в Москву своего специального представителя. Для ведения радиорепортажей в Москву прибыли не только немецкие комментаторы, но и комментаторы из Англии, Франции, Италии. Также на матч приехал более трёхсот спортивных журналистов. Все европейские газеты напечатали интервью с тренерами и игроками сборной ФРГ, которые единогласно заявляли о том, что относятся с максимальной ответственностью к игре в Москве.

### Первый тайм
Первые десять минут советские игроки непрерывно осаждали ворота немцев благодаря мощной игре фланговых форвардов. У ворот немцев было подано пять угловых. Советская команда строила свой план на скоростных атаках флангами, игрой «низом» и помощи полузащитников нападающим. Уже на 16-й минуте был открыт счёт: Борис Татушин, который боролся с быстрым защитником Йозефом Позипалем, воспользовался ошибкой Вернера Либриха, который открыл центральную зону. Туда устремился Николай Паршин, и Татушин, не решившись обыгрывать Либриха, прострелил вдоль ворот, и Паршин замкнул этот прострел. Счёт стал 1:0 в пользу советской сборной.
Советские футболисты продолжили осаду немецких ворот, но команда ФРГ не запаниковала. Вратарь гостей Фриц Херкенрат использовал все свои силы и продемонстрировал всё своё мастерство, несколько раз выручив команду ФРГ. Также Вернер Либрих, один из виновников пропущенного гола, превосходно играл в отборе. Полузащита немецкой сборной умело начала прикрывать нападающих сборной СССР, особенно Сергея Сальникова.
Вскоре чемпионы мира пришли в себя и выровняли игру. Болельщики аплодировали не только своим игрокам, но и игрокам противника. Немцы своими чёткими передачами быстро проходили центр поля и оказывались у ворот Льва Яшина. Особенно активен был Фриц Вальтер, который быстро переходил с острия атаки в середину поля. Советские футболисты четырежды били по воротам, но безрезультатно. А немцы нанесли три удара, один из которых всё-таки завершился голом: на 29-й минуте Фриц Вальтер мощно пробил с 20 метров. Мяч попал в Анатолия Башашкина, но всё же залетел в ворота Яшина.
До конца тайма советские игроки пытались снова выйти вперёд, но Вернер Либрих и Фриц Херкенрат спасали ворота. Шанс выйти вперёд получил на 35-й минуте Герхард Харперс, мощно ударив метров с 6 из пределов вратарской, но ворота советской сборной спас Лев Яшин. Счёт так и не изменился — 1:1. Несмотря на атаки советской команды, план Качалина на игру в первом тайме не был полностью выполнен. Анатолий Ильин объяснял это так:
Для кого-то это был не футбольный матч, а политика. О необходимости победить во что бы то ни стало нам постоянно напоминали ответственные товарищи из Комитета физкультуры, ЦК ВЛКСМ и еще откуда-то. Чрезмерные накачки пользы никакой не приносили, а только нервировали. Мы и сами понимали, что защищаем престиж страны, и на каждый международный матч выходили с чувством огромной ответственности
.

### Второй тайм
После отдыха чемпионы мира начали второй тайм с атак на ворота СССР. Оборона советской команды при поддержке полузащитников пресекала атаки, но немцы не останавливались на этом. Активно играли Хельмут Ран и Хорст Эккель, эпизодически был заметен Герхард Харперс. И на 52-й минуте «немецкая машина» добилась своего. Хорст Эккель получил мяч от штрафной площади сборной ФРГ и на высокой скорости прорвался к воротам Льва Яшина, после чего отправил мяч на Йозефа Рёрига, который отправил его левому крайнему Хансу Шеферу. Лев Яшин выбежал из ворот, ожидая прострела или навеса в центр, но Шефер неожиданно ударил по воротам, и мяч рикошетом от штанги залетел туда. Яшин в полушпагате пытался достать мяч ногой, но был бессилен. Немцы вышли вперёд, сделав счёт 2:1. Немецкий радиоведущий и специальный корреспондент госрадиокорпорации ФРГ Курт Ланский, воодушевлённый голом сборной Германии, сообщил в эфир:
Произошло то, что должно было произойти: наша сборная начинает свой знаменитый финишный рывок!
Однако Ланский, как оказалось, поторопился с выводами. Хотя Хельмут Ран и угрожал советским воротам в некоторый момент, судьи зафиксировали у него положение «вне игры». А сам пропущенный гол не только не деморализовал сборную СССР, но определенно сыграл роль стимулятора. Начиная с 53-й минуты сборная СССР стала чаще атаковать. Особенно был заметен Игорь Нетто, капитан команды, который удачно пасовал на партнёров и прорывал оборону противника.
Болельщики стали ещё сильнее поддерживать криками сборную СССР. С 60 по 75-й минуты советские футболисты зажали немцев в кольцо, не позволяя им даже контратаковать. А по воротам Херкенрата было нанесено всего 10 ударов, один из которых увенчался голом на 69-й минуте. Игорь Нетто описывал этот гол так:
Мы с Анатолием Масленкиным подключились в атаку. Нападающие немецкой команды не успели за нами. Вообще предложенный нашей сборной темп был уже, видимо, не под силу соперникам. Масленкин отпасовал мяч, я в одно касание — ему. Толя с ходу бьет — гол!
Нетто и Маслёнкин разыграли классическую «стенку», и Маслёнкин умело воспользовался моментом для удара по воротам ФРГ, пробив с 18 метров. Счёт стал 2:2, Херкенрат был бессилен. Понадобилась пауза, чтобы немцы отправили мяч к центру поля. Но только они начали игру во второй раз с центра поля, как советские игроки снова бросились вперёд. Чемпионы мира делали всё возможное, чтобы сохранить ничейный счёт, однако в их рядах началась паника. На правом фланге Сергей Сальников воспользовался отсутствием мобильного Йозефа Позипаля, который, вероятно, продолжал борьбу с Борисом Татушиным. Сальников сделал передачу с подкруткой в штрафную площадь, где было очень много игроков сборной СССР. Головой пробил Николай Паршин, Йозеф Позипаль сумел вынести мяч из ворот, но Анатолий Ильин первым успел к мячу и хлёстким ударом поразил немецкие ворота. Счёт стал 3:2 в пользу команды СССР, шла 73-я минута игры.
В том же темпе советская команда провела концовку, но счёт не отразил её большого игрового превосходства. И всё же немцы не смогли заставить в третий раз Льва Яшина вынимать мяч из сетки ворот. Игра завершилась победой сборной команды СССР со счётом 3:2.

## Итоги игры
Эта победа стала одной из немногих побед сборной СССР над командой ФРГ, а также стала первой победой над чемпионом мира, причём над действовавшим обладателем Кубка мира. На следующий день европейская пресса широко оповестила своих читателей о поединке в Москве, и все обозреватели высоко оценили команду СССР. Так, в западногерманском спортивном еженедельнике были такие слова об игре команды СССР:
Советская команда доказала своей великолепной игрой могучую силу русского футбола. Никогда еще Советы не обладали таким великолепным игровым ансамблем.
В свою очередь, газета «Юнге Вельт» писала о матче:
Эта встреча была больше, чем соревнование двух футбольных команд мирового класса… Победила не только сборная СССР, победили обе команды, победил дух дружбы и взаимопонимания.
По словам Игоря Нетто, этот матч не имел большого спортивного значения, так как был товарищеским, но всё же вошёл в историю футбола и в личную биографию Нетто как игрока. Команды, по словам Игоря Александровича, были равны по классу, но советская сборная превзошла немцев в физической и психологической подготовке, оказалась более волевой. В свою очередь, Гавриил Качалин поблагодарил футболистов за игру и высоко оценил уровень игры сборной ФРГ, отметив Хельмута Рана, Фрица Вальтера, Хорста Эккеля и «блестящего центрального полузащитника» Вернера Либриха.

## Краткий отчёт
| 21 августа 1955                                                  | \| СССР \| 3:2 (1:1) Протокол \| ФРГ \| \| Николай Паршин 16′ · Анатолий Маслёнкин 69′ · Анатолий Ильин 73′ \| Голы \| 29′ Фриц Вальтер · 52′ Ханс Шефер \| | Динамо (Москва) Зрителей: 70 000 Судья: Уильям Линг |
| СССР                                                             | 3:2 (1:1) Протокол | ФРГ                                                 |
| Николай Паршин 16′ · Анатолий Маслёнкин 69′ · Анатолий Ильин 73′ | Голы | 29′ Фриц Вальтер · 52′ Ханс Шефер                   |

| СССР | ФРГ |

| СССР:           |    |                    |     |
|                 |    |                    |     |
| ВР              | 1  | Лев Яшин           |     |
| ЗЩ              | 2  | Анатолий Порхунов  |     |
| ЗЩ              | 3  | Анатолий Башашкин  |     |
| ЗЩ              | 4  | Михаил Огоньков    |     |
| ПЗ              | 5  | Анатолий Маслёнкин |     |
| ПЗ              | 6  | Игорь Нетто (к)    |     |
| НП              | 7  | Борис Татушин      |     |
| НП              | 8  | Анатолий Исаев     | 70' |
| НП              | 9  | Николай Паршин     |     |
| НП              | 10 | Анатолий Ильин     |     |
| НП              | 11 | Сергей Сальников   |     |
| Замены:         |    |                    |     |
| НП              | 15 | Юрий Кузнецов      | 70' |
| Тренер          |    |                    |     |
| Гавриил Качалин |    |                    |     |

| ФРГ:           |    |                  |     |
|                |    |                  |     |
| ВР             | 1  | Фриц Херкенрат   |     |
| ЗЩ             | 2  | Эрих Юсковяк     |     |
| ЗЩ             | 3  | Йозеф Позипаль   |     |
| ПЗ             | 4  | Хорст Эккель     |     |
| ПЗ             | 5  | Вернер Либрих    |     |
| ПЗ             | 6  | Герхард Харперс  |     |
| НП             | 7  | Хельмут Ран      |     |
| НП             | 8  | Фриц Вальтер (к) |     |
| НП             | 9  | Макс Морлок      | 74' |
| НП             | 10 | Йозеф Рёриг      |     |
| НП             | 11 | Ханс Шефер       |     |
| Замены:        |    |                  |     |
| НП             | 13 | Вилли Шрёдер     | 74' |
| Тренер:        |    |                  |     |
| Зепп Хербергер |    |                  |     |

## Наследие
В материале еженедельника «Футбол», вышедшем к 40-летию матча, встреча обозначена как пожалуй, самый памятный матч в истории сборной СССР. Футбольный историк и статистик Аксель Вартанян в статье к 60-летию игры вслед за журналистом Львом Филатовым называет её матчем века.
в культуре
- Евгений Евтушенко в 1990 г. написал стихотворение о матче.[8][9]

## Комментарии
1. ↑  Обозреватель Борис Валиев в «Советском спорте» указывал на ошибочность широко распространённой точки зрения о том, что «Перед матчем оркестром были исполнены гимны СССР и ФРГ, причём немецкий гимн был исполнен впервые после войны на советской территории…»